# Vlaams-Henegouwse Successieoorlog
De Vlaams-Henegouwse Successieoorlog was een serie feodale conflicten in het midden van de dertiende eeuw tussen de kinderen van Margaretha II van Constantinopel, de  gravin van Vlaanderen. De inzet van de conflicten was de troon van het graafschap Vlaanderen enerzijds en het graafschap Henegouwen anderzijds.

## Aanloop
Toen Boudewijn I van Constantinopel, de graaf van Vlaanderen en Henegouwen, in 1202 met de Vierde Kruistocht naar Byzantium vertrok, liet hij het bevel over de twee graafschappen aan zijn oudste dochter Johanna van Constantinopel. Ondanks twee huwelijken, bleef Johanna kinderloos. Hierdoor kwamen de twee tronen in 1244 na de dood van Johanna bij haar jongere zuster, Margaretha, terecht. Uit een eerste huwelijk, dat reeds in 1221 ontbonden werd, had Margaretha drie kinderen gekregen, onder wie Jan van Avesnes. In 1223 hertrouwde Margaretha met Willem II van Dampierre, waaruit de kinderen Willem III van Dampierre en Gwijde van Dampierre voortkwamen.

## Eerste conflict
Het eerste conflict in de Vlaams-Henegouwse Successieoorlog ontstond in 1244 toen Margaretha haar zus Johanna opvolgde als gravin van beide graafschappen en haar ex-man Burchard van Avesnes liet doden. Er barstte een openlijke strijd los tussen de halfbroers Jan van Avesnes en Willem van Dampierre. Uiteindelijk kwam de Franse koning Lodewijk IX tussenbeide in 1246. Hij oordeelde dat Henegouwen naar Jan van Avesnes zou gaan en Vlaanderen naar Willem III van Dampierre. In het kader van deze beslissing stond Margaretha het Vlaamse bestuur af aan haar zoon Willem. Ze bleef echter op de Henegouwse troon zitten. In 1251 overleed Willem en werd diens broer, Gwijde van Dampierre, de bestuurder van Vlaanderen.

## Tweede conflict
Toen Lodewijk IX in 1248 op een zevenjarige kruistocht vertrok, nam Jan van Avesnes het recht in eigen handen. Wetende dat zijn moeder hem nooit de troon van Henegouwen zou geven, revolteerde hij tegen haar en zijn halfbroers. Tijdens het conflict kon Jan van Avesnes de graaf van Holland en Zeeland, Willem II van Holland, overtuigen zijn kant te kiezen en Henegouwen en enkele gebieden in Vlaanderen te bezetten. Op 4 juli 1253, tijdens de Slag bij Westkapelle, versloeg Jan Gwijde van Dampierre en werd hij erfopvolger van het graafschap Henegouwen.

## Derde conflict
Margaretha legde zich echter niet bij de zaken neer en schonk Henegouwen aan Karel van Anjou, de broer van de Franse koning. Karel ging akkoord en trok ten strijde tegen Jan van Avesnes. Hij werd echter verslagen bij Valencijn. In 1254, na de terugkomst van Lodewijk IX, bevestigde deze zijn eerder besluit dat Henegouwen aan Jan van Avesnes toekwam. Hiermee was de Vlaams-Henegouwse Successieoorlog beslecht.